# Solaseed Air
Solaseed Air Inc. (japanisch 株式会社ソラシドエア Kabushiki-gaisha Sorashido Ea) ist eine japanische Billigfluggesellschaft mit Sitz in Miyazaki und Basis auf dem Flughafen Tokio-Haneda.

## Geschichte
Solaseed Air wurde am 3. Juli 1997 als Skynet Asia Airways Co., Ltd. gegründet. Bereits seit 2011 operiert das Unternehmen unter der Marke Solaseed Air, nannte den Firmennamen aber erst im Dezember 2015 offiziell in Solaseed Air Inc. um. Das Wort Solaseed setzt sich aus dem japanischen Wort „Sola“ (jap. 空 sora, dt. Himmel) und dem englischen „Seed“ (dt. säen) zusammen. Der Name ist somit eine Anspielung auf den Werbeslogan „Seed Smiles in the Sky“ und das Logo der Fluggesellschaft. Sie befindet sich zu 8,56 % im Besitz der ANA Holdings, dem Mutterunternehmen der All Nippon Airways.
Im Mai 2021 wurde bekannt gegeben, dass Solaseed Air 2022 mit Air Do fusionieren wird. Am 3. Oktober wurde die Fusion vollzogen, eine neue Holdinggesellschaft namens RegionalPlus Wings Corp. wird gegründet.

## Flugziele
Solaseed Air bedient von Tokio-Haneda Ziele innerhalb Japans.

## Flotte

### Aktuelle Flotte
Mit Stand August 2025 besteht die Flotte der Solaseed Air aus 14 Flugzeugen mit einem Durchschnittsalter von 12,1 Jahren:
| Flugzeugtyp    | Anzahl | bestellt | Anmerkungen               | Sitzplätze | Durchschnittsalter |
| -------------- | ------ | -------- | ------------------------- | ---------- | ------------------ |
| Boeing 737-800 | 14     |          | mit Winglets ausgestattet | 150 168    | 12,1 Jahre         |
| Gesamt         | 14     | -        |                           |            | 12,1 Jahre         |

### Aktuelle Sonderbemalungen
| Flugzeugtyp    | Luftfahrzeugkennzeichen | Bemalung           | Zeitraum       | Bild |
| -------------- | ----------------------- | ------------------ | -------------- | ---- |
| Boeing 737-800 | JA803X                  | Nassi Jet Miyazaki | seit März 2023 |      |
| Boeing 737-800 | JA812X                  | Minamiaso          | seit Juni 2023 |      |

### Ehemalige Flotte
Zuvor betrieb Solaseed Air unter anderem auch folgende Flugzeugtypen:
- Boeing 737-400